# Campeonato Europeo de Judo de 2008
El LVI Campeonato Europeo de Judo se celebró en Lisboa (Portugal) entre el 11 y el 13 de abril de 2008 bajo la organización de la Unión Europea de Judo (EJU) y la Federación Portuguesa de Judo. 
Las competiciones se realizaron en el Pabellón Atlántico de la capital lusa.

## Países participantes
Participaron en total 308 judokas (191 hombres y 117 mujeres) de 46 federaciones nacionales afiliadas a la ETU.
| - Albania (1/-) - Alemania (6/7) - Andorra (1/-) - Armenia (3/-) - Austria (5/4) - Azerbaiyán (5/2) - Bélgica (1/2) - Bielorrusia (7/3) - Bosnia y Herzegovina (3/1) - Bulgaria (4/1) - Chipre (3/-) - Croacia (3/2) - Dinamarca (1/-) | - Eslovaquia (3/-) - Eslovenia (4/5) - España (7/7) - Estonia (2/2) - Finlandia (5/2) - Francia (7/7) - Georgia (7/0) - Grecia (5/2) - Hungría (7/5) - Islandia (1/0) | - Israel (5/3) - Italia (7/7) - Letonia (6/-) - Liechtenstein (2/-) - Lituania (6/1) - Luxemburgo (-/1) - Macedonia del Norte (2/-) - Moldavia (3/1) - Mónaco (1/-) - Montenegro (3/-) - Noruega (0/1) - Países Bajos (7/3) - Polonia (5/7) - Portugal (6/5) | - Reino Unido (6/5) - República Checa (4/2) - Rumania (5/3) - Rusia (7/7) - Serbia (7/3) - Suecia (2/1) - Suiza (5/3) - Turquía (4/5) - Ucrania (7/7) |

## Medallistas

### Masculino
| Evento          | Oro                          | Plata                           | Bronce                                                        |
| --------------- | ---------------------------- | ------------------------------- | ------------------------------------------------------------- |
| –60 kg (11.04)  | Ludwig Paischer · Austria    | Ruben Houkes · Países Bajos     | Lavrentios Alexanidis · Grecia · Nestor Jerguiani · Georgia   |
| –66 kg (11.04)  | Zaza Kedelashvili Georgia    | Miklós Ungvári · Hungría        | Pedro Dias · Portugal · Alim Gadanov · Rusia                  |
| –73 kg (12.04)  | Dirk Van Tichelt · Bélgica   | Kiyoshi Uematsu · España        | Ákos Braun · Hungría · David Kevjishvili · Georgia            |
| –81 kg (12.04)  | João Neto Portugal           | Guillaume Elmont · Países Bajos | Mikalai Barkouski · Bielorrusia · Giuseppe Maddaloni · Italia |
| –90 kg (13.04)  | Mark Huizinga · Países Bajos | Elxan Məmmədov Azerbaiyán       | Andrei Kazusionak · Bielorrusia · Irakli Tsirekidze · Georgia |
| –100 kg (13.04) | Henk Grol · Países Bajos     | Przemysław Matyjaszek · Polonia | Benjamin Behrla · Alemania · Ariel Zeevi · Israel             |
| +100 kg (13.04) | Tamerlan Tmenov · Rusia      | Paolo Bianchessi · Italia       | Pierre Robin · Francia · Yevhen Sotnikov · Ucrania            |

### Femenino
| Evento         | Oro                              | Plata                               | Bronce                                                    |
| -------------- | -------------------------------- | ----------------------------------- | --------------------------------------------------------- |
| –48 kg (11.04) | Alina Dumitru · Rumania          | Frédérique Jossinet Francia         | Éva Csernoviczki · Hungría · Ana Hormigo · Portugal       |
| –52 kg (11.04) | Ana Carrascosa Zaragoza · España | Romy Tarangul · Alemania            | Ioana Aluaș-Dinea · Rumania · Petra Nareks · Eslovenia    |
| –57 kg (11.04) | Sabrina Filzmoser · Austria      | Isabel Fernández Gutiérrez · España | Kifayət Qasımova Azerbaiyán Barbara Harel Francia         |
| –63 kg (12.04) | Lucie Décosse Francia            | Claudia Malzahn · Alemania          | Alice Schlesinger Israel Urška Žolnir Eslovenia           |
| –70 kg (12.04) | Ylenia Scapin · Italia           | Leire Iglesias Armiño · España      | Gévrise Émane · Francia · Kerstin Thiele · Alemania       |
| –78 kg (13.04) | Heide Wollert · Alemania         | Vera Moskaliuk · Rusia              | Yahima Ramírez · Portugal · Esther San Miguel · España    |
| +78 kg (13.04) | Anne-Sophie Mondière Francia     | Tea Donguzashvili · Rusia           | Franziska Konitz · Alemania · Lucija Polavder · Eslovenia |

## Medallero
| Núm. | País         | Oro | Plata | Bronce | Total |
| ---- | ------------ | --- | ----- | ------ | ----- |
| 1    | Países Bajos | 2   | 2     | 0      | 4     |
| 2    | Francia      | 2   | 1     | 3      | 6     |
| 3    | Austria      | 2   | 0     | 0      | 2     |
| 4    | España       | 1   | 3     | 1      | 5     |
| 5    | Alemania     | 1   | 2     | 3      | 6     |
| 6    | Rusia        | 1   | 2     | 1      | 4     |
| 7    | Italia       | 1   | 1     | 1      | 3     |
| 8    | Georgia      | 1   | 0     | 3      | 4     |
| 8    | Portugal     | 1   | 0     | 3      | 4     |
| 10   | Rumania      | 1   | 0     | 1      | 2     |
| 11   | Bélgica      | 1   | 0     | 0      | 1     |
| 12   | Hungría      | 0   | 1     | 2      | 3     |
| 13   | Azerbaiyán   | 0   | 1     | 1      | 2     |
| 14   | Polonia      | 0   | 1     | 0      | 1     |
| 15   | Eslovenia    | 0   | 0     | 3      | 3     |
| 16   | Bielorrusia  | 0   | 0     | 2      | 2     |
| 16   | Israel       | 0   | 0     | 2      | 2     |
| 18   | Grecia       | 0   | 0     | 1      | 1     |
| 18   | Ucrania      | 0   | 0     | 1      | 1     |
|      | TOTAL        | 14  | 14    | 28     | 56    |